# Quần vợt
Quần vợt (tiếng Anh: Tennis) là môn thể thao chơi giữa hai người (đánh đơn) hay hai đội trong đó mỗi đội hai người (đánh đôi). Người chơi sử dụng vợt lưới để đánh một quả bóng làm bằng cao su bọc nỉ rỗng gọi là bóng quần vợt về phía sân đối phương. Quần vợt hiện nay là một môn thể thao rất phổ biến ở nhiều nước và được thi đấu tại các kỳ Thế vận hội. Trên thế giới có hàng triệu người chơi quần vợt và hàng triệu người hâm mộ. Hàng năm có rất nhiều giải quần vợt chuyên nghiệp được tổ chức khắp nơi trên thế giới, trong đó có 4 giải đấu lớn và danh giá nhất (gọi là các giải Grand Slam) bao gồm giải Úc Mở rộng, Pháp Mở rộng, Wimbledon và Mỹ Mở rộng.

## Sân chơi và dụng cụ

### Kích thước Sân

Kích thước của sân quần vợt, theo mét.

Quần vợt chơi trên sân hình chữ nhật, bề mặt phẳng. Chiều dài sân là 23,77 m, và chiều rộng là 8,23 m với trận đánh đơn và 10,97 m cho trận đánh đôi. Lưới được căng ngang theo chiều rộng sân, song song với đường biên, chia đều thành 2 bên. Chiều cao lưới là 914 mm ở giữa và 1,07 m ở 2 cột lưới.

### Các loại sân

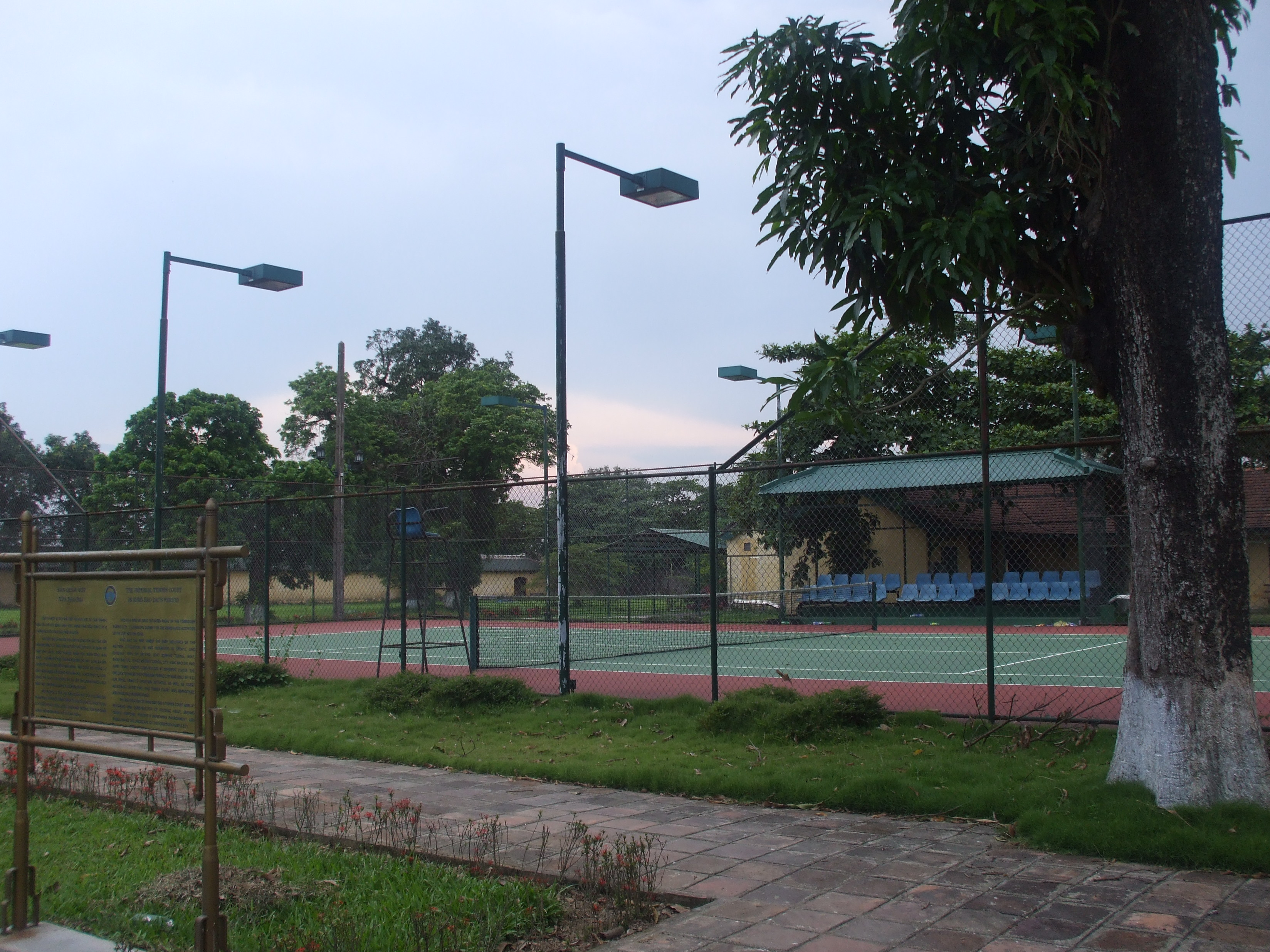
Sân quần vợt vua Bảo Đại, dựng năm 1933 trong Tử Cấm Thành Huế

Có bốn loại sân chính. Tùy vào nguyên liệu làm bề mặt sân, mỗi bề mặt sẽ cho tốc độ và độ nảy khác nhau của bóng, từ đó ảnh hưởng đến người chơi:
- Sân đất nện: sân đất nện được làm bằng đá hay gạch nghiền nát. Thường có màu đất đỏ. Loại sân này làm cho bóng nảy chậm và lên cao. Sân này thích hợp cho các tay vợt thích đứng cuối sân thay vì lên lưới và phải có nhiều kiên nhẫn vì một điểm đánh chậm và lâu. Đa số các sân đất nện là ở Châu Âu và Nam Mỹ.
- Sân cỏ: sân cỏ ngày nay rất hiếm có vì loại sân này rất tốn kém để gìn giữ. Đa số sân cỏ ngày nay chỉ thấy ở Anh vì người Anh vẫn thích giữ truyền thống quần vợt. Loại sân này làm cho bóng đi nhanh, nảy thấp và không đều. Vì thế nó thích hợp với những tay vợt thích phát bóng và lên lưới (serve and volley).
- Sân cứng: sân cứng thật sự có nhiều loại khác nhau. Có thể nó chỉ giản dị là sân xi măng hoặc nó được làm bởi nhiều lớp cao su mỏng trộn với cát rồi đổ lên mặt xi măng. Loại sân này thường làm cho bóng đi nhanh, nảy cao và đều. Nó thường thích hợp với những tay vợt thích phát bóng và lên lưới (serve and volley) nhưng người ta cũng có thể làm cho mặt sân này "chậm" hơn lại bằng cách làm cho mặt sân nhám hơn hay mềm hơn.
- Sân thảm: sân bằng thảm thường được dùng khi người ta mượn sân bóng rổ hay các sân thể thao khác trong nhà để tranh giải quần vợt. Ban tổ chức trải một loại thảm đặc biệt chế tạo cho quần vợt lên trên sân và dựng cột và lưới. Sân thảm thường có độ nảy trung bình nên thích hợp cho mọi loại đấu thủ.

Hiện nay các giải Grand Slam đang dùng các bề mặt sân khác nhau: giải Pháp Mở rộng dùng sân đất nện, Wimbledon dùng sân cỏ, giải Úc Mở rộng dùng sân cứng nhám hay mềm và giải Mỹ Mở rộng thì dùng sân cứng mặt xi măng.

### Vợt và bóng

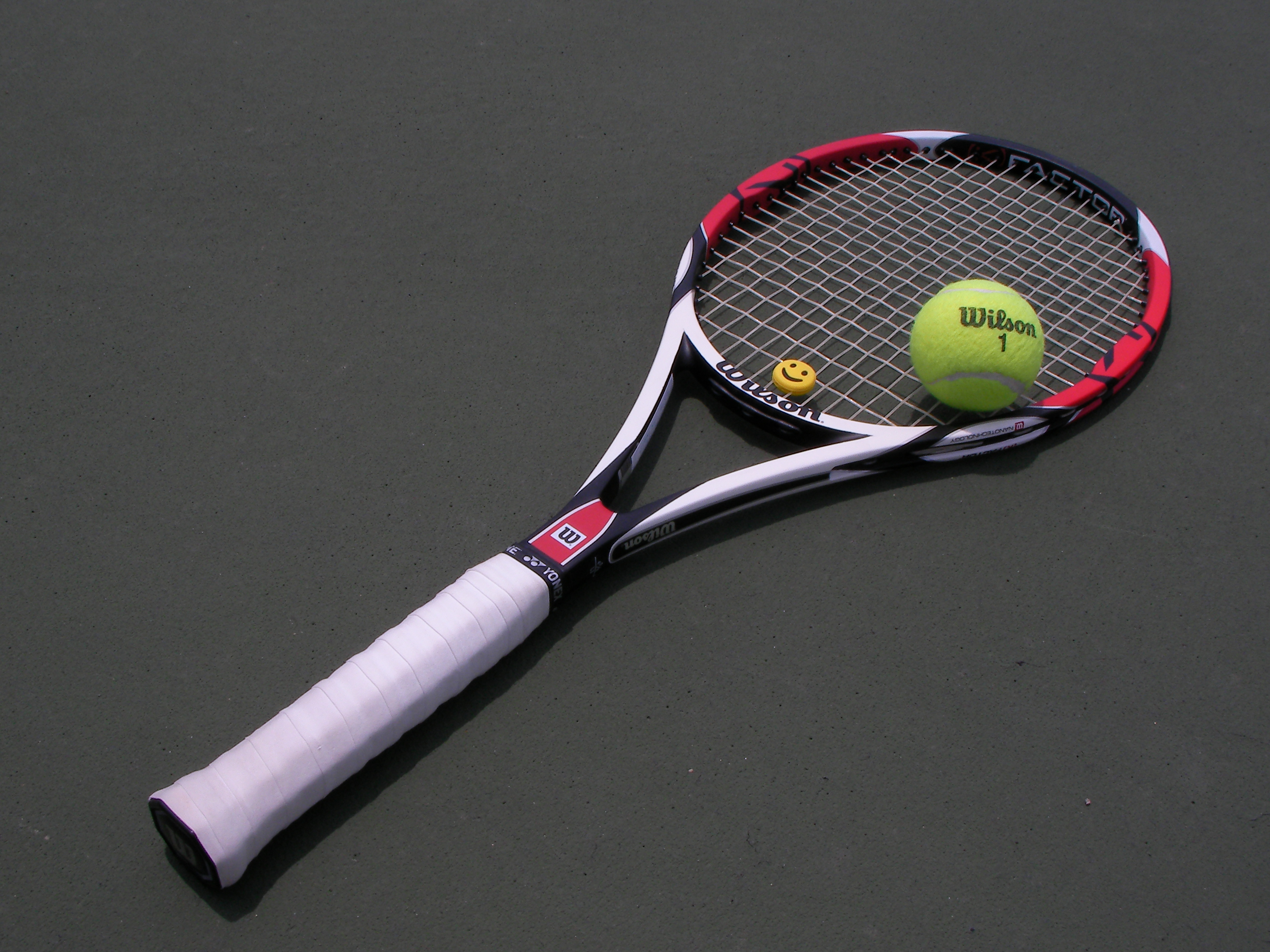
Vợt và bóng.

Bóng quần vợt tròn làm bằng cao su bao nỉ bên ngoài, bên trong thì rỗng. Thường bóng màu vàng, bóng có đường kính giữa 6,35 và 6,6 cm, nặng giữa 56 và 59,4 g.
Vợt có nhiều hình dáng và kích thước khác nhau. Nói chung có 3 cỡ: tiêu chuẩn, cỡ trung, và cỡ lớn. Cỡ vợt được tính theo kích thước của mặt lưới. Ngày xưa vợt được làm bằng gỗ. Ngày nay vợt được làm bằng nhiều chất liệu khác nhau như nhôm, graffit, hoặc sợi carbon. Những chất liệu này làm cho vợt cứng hơn mà nhẹ hơn gỗ.
Mặt vợt được căng bằng dây ni lông hoặc dây ruột bò. Ngày nay có nhiều loại dây mới gọi là dây ni lông tổng hợp.
Ngoài ra, nếu người chơi thấy mặt vợt quá rung làm ê tay thì có thể dùng cục chống rung.

## Cách thức chơi

### Cách chơi quần vợt và tính điểm
Một trận quần vợt gồm có điểm, game và set để tính chung cho cả trận. Trong những giải nam lớn như Grand Slam, ai thắng trước 3 set thì thắng trận. Trong mỗi set, ai thắng trước 6 game thì thắng set, nhưng phải hơn đối thủ 2 game. Nếu đến tỉ số 5–5 thì sẽ chơi tiếp đến khi 1 đối thủ thắng nhiều hơn đối thủ kia 2 game để quyết định người thắng set đó. Lưu ý: Nếu tỉ số hiệp là 7–6 thì set cũng kết thúc (nhưng không phải là set cuối cùng khi trước đó cả hai đã hòa 1–1 hay 2–2 tùy theo set của trận đấu) Trong mỗi game tính điểm như sau: không (0), 15, 30, 40 và thắng game. Nếu tỉ số đạt 40–40, có nghĩa là lợi đều (deuce) thì thi đấu tiếp đến khi 1 đối thủ ghi nhiều hơn đối phương 2 điểm.
Mỗi điểm được bắt đầu bằng cách phát bóng. Bên phát bóng đứng sau đường biên, giữa điểm trung tâm và đường biên dọc. Bên nhận có thể đứng ở đâu cũng được bên phía mình.
Phát bóng hợp lệ thì bóng phải đi qua lưới (không chạm) vào ô phát bóng chéo ở phía bên kia. Nếu bóng chạm lưới và chạm đất ở phần phát bóng, không tính trái này và phải phát bóng lại. Nếu phát bóng bị lỗi lần một: đi quá dài hay không qua lưới, người phát bóng được phát lại lần 2, nhận lỗi 1. Nếu lần phát 2 cũng lỗi, nhận lỗi 2 và bên kia được điểm. Nếu lần 2 phát hợp lệ thì không sao.
Trong tennis nam, người ta phân chia các giải sau (tính theo trường hợp vô địch): 
- World Tour 250: 250 điểm cho nhà vô địch
- World Tour 500: 500 điểm cho nhà vô địch
- Master 1000: 1000 điểm cho nhà vô địch
- Grand Slam: 2000 điểm cho nhà vô địch
- World Tour Finals: 1500 điểm cho nhà vô địch
- Davis Cup

### Các cú bóng

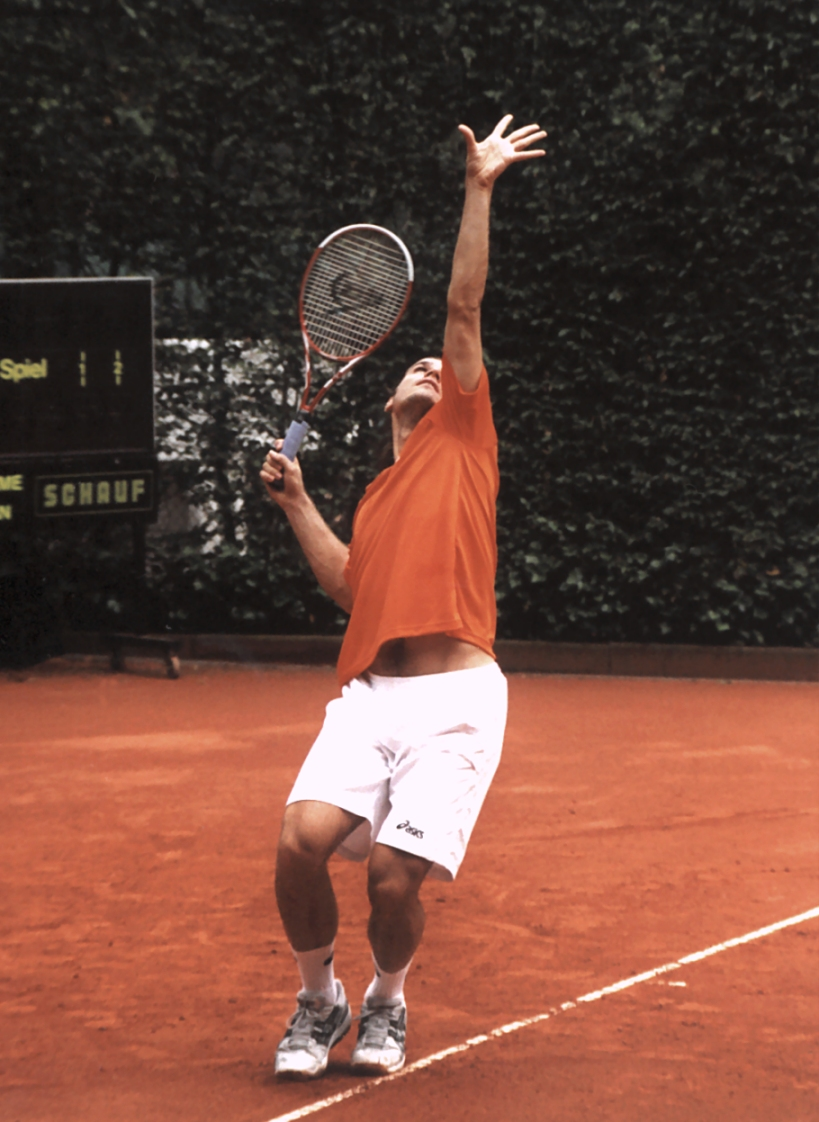
Tommy Haas đang giao bóng.

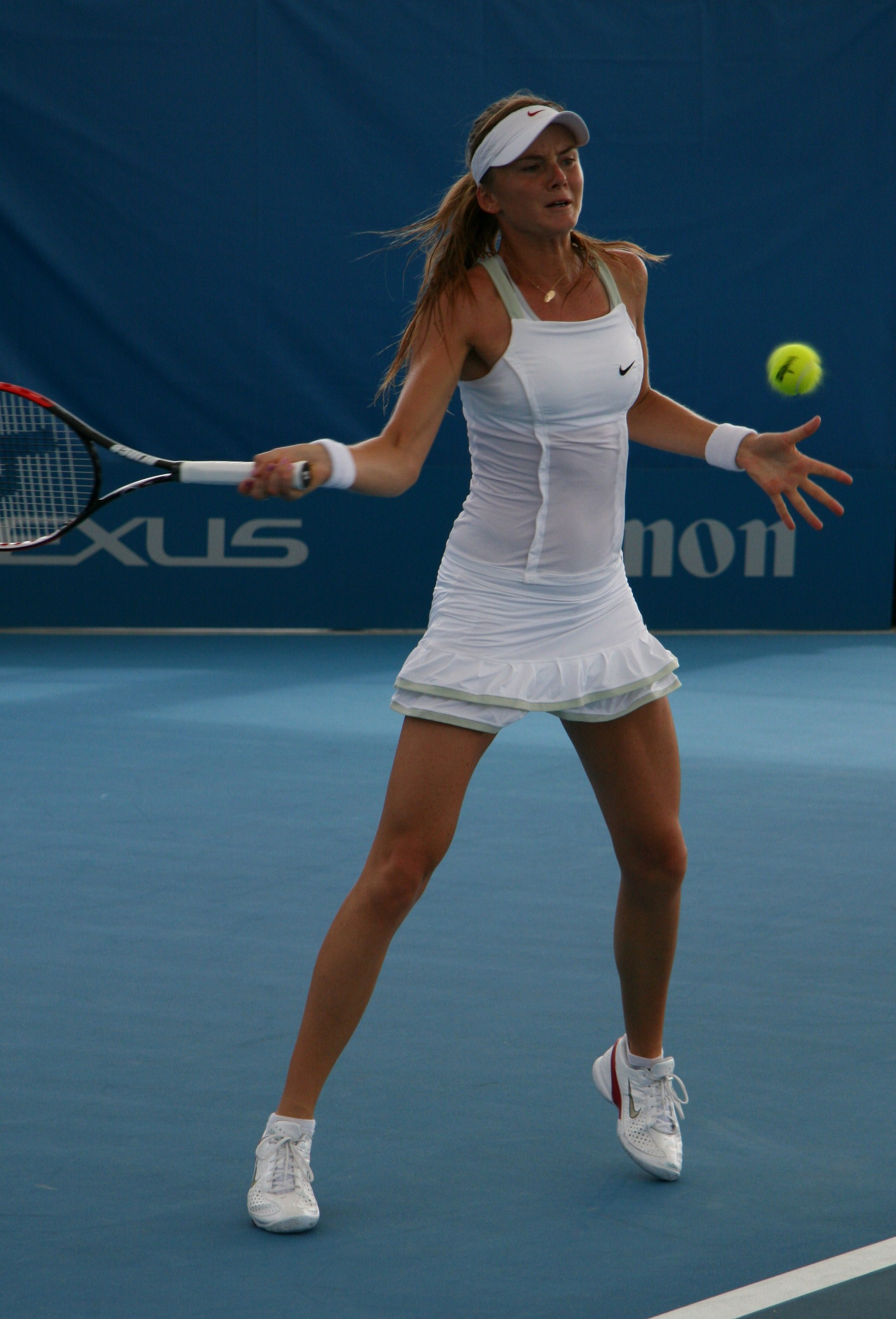
Hantuchova đánh thuận tay

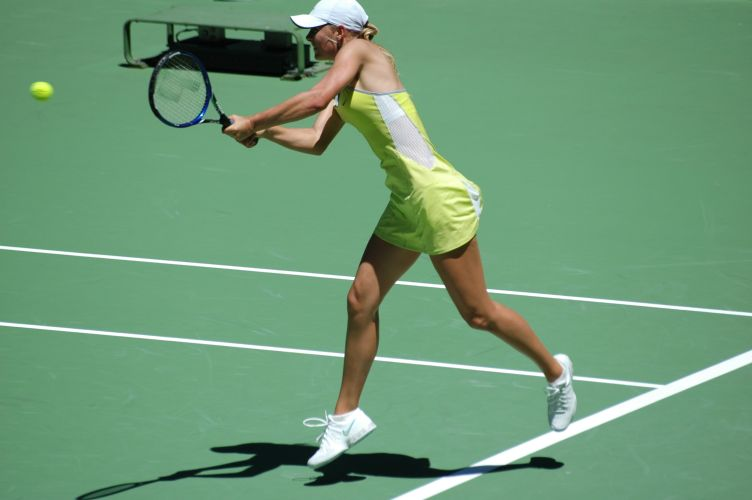
Maria Sharapova đánh trái tay bằng hai tay (revers hai tay).

- Phát bóng (serve/service)
- Thuận tay (forehand)
- Trái tay (reverse/backhand)
- Cắt (slice)
- Trả xoáy (topspin)
- Vụt trên cao (smash)
- Bổng (lob)
- Bỏ nhỏ (dropshot)

### Các cách đánh bóng
- Xoáy
- Thẳng
- Xoáy dưới cũng được gọi là cua

### Các cách phát bóng
- Phát bóng thẳng
- Phát bóng xoáy

## Lịch sử

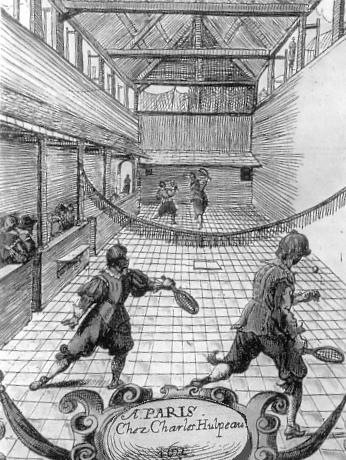
Jeu de paume – trò thể thao trong nhà của Pháp.

Không ai chắc chắn nguồn gốc của môn quần vợt, nhưng nhiều chuyên gia tin rằng năm 1873, một thiếu tá quân đội Anh tên là Walter Clopton Wingfield đã phát minh ra bộ môn này. Lúc đó người Anh gọi trò chơi này là "quần vợt trên sân cỏ". Ông Wingfield gọi trò chơi này là Sphairistiké và nói rằng ông đã dựa trên một trò chơi cổ xưa của người Hy Lạp.
Người Anh mang trò chơi sang đảo Bermuda năm 1873, và từ Bermuda nó được đem sang Mỹ năm 1874 và chơi ở Đảo Staten, New York. Như nhiều môn thể thao khác của người Anh, họ đã đem truyền bá chúng đi khắp các thuộc địa của họ trên thế giới làm cho bộ môn này phổ biến nhanh chóng.
Trò thể thao Jeu de paume của Pháp cũng được coi là tiền thân của quần vợt ngày nay.

## Các giải quần vợt nổi tiếng
Mỗi năm, bốn giải quần vợt lớn nhất là (theo thứ tự trong năm): Úc mở rộng, Pháp mở rộng, Wimbledon và Mỹ mở rộng. Những giải này được tổ chức bởi những hội quần vợt quốc gia của họ. Bốn giải này được gọi chung là Grand Slam và thắng được cả bốn giải trong cùng 1 năm là thành tích tột đỉnh của 1 tay vợt. Cho tới nay trong lịch sử chỉ có 2 tay vợt nam (Don Budge-1938 và Rod Laver-1962, 1969) và 3 tay vợt nữ (Maureen Connolly-1953, Margaret Court-1970, và Steffi Graf-1988) đã đạt được thành tích này.
Ngoài 4 giải Grand Slam, các giải quần vợt nam trên thế giới được tổ chức bởi Hiệp hội quần vợt nhà nghề (ATP), trong khi các giải quần vợt nữ được tổ chức bởi Hiệp hội quần vợt nữ (WTA).
Ngoài những giải này, mỗi quốc gia còn tham dự giải Cúp Davis và Fed Cup tổ chức hàng năm. Cúp Davis là cho đấu thủ nam, Fed Cup là cho đấu thủ nữ.
Mỗi bốn năm, quần vợt cũng được tranh tài tại Thế vận hội Mùa hè.

## Các tay vợt nổi tiếng

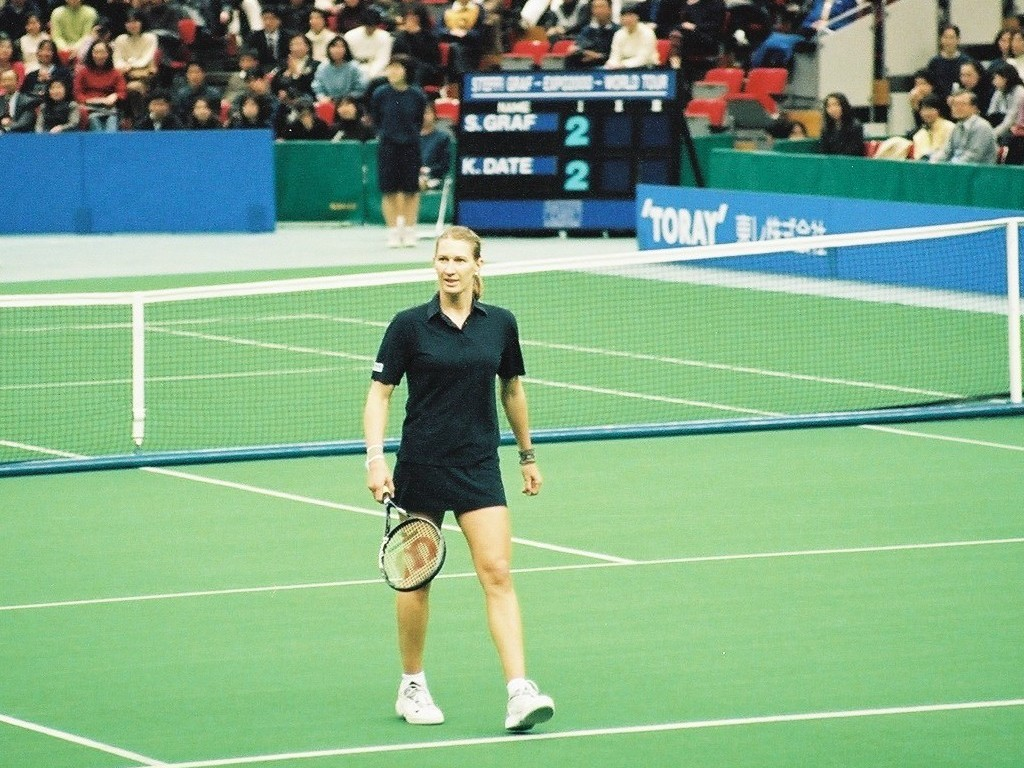
Steffi Graf, tay vợt duy nhất vô địch 4 giải Grand Slam và Thế vận hội trong cùng một năm (1988).

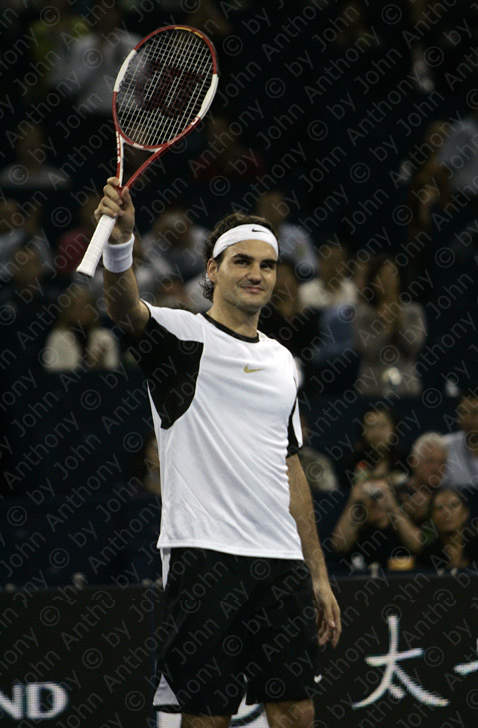
Roger Federer, tay vợt vĩ đại với 20 chức vô địch Grand Slam và rất nhiều kỷ lục khác.

Các tay vợt nam sau đây được xem là hay nhất trong lịch sử: Bill Tilden, Rod Laver, Roger Federer, Rafael Nadal, Novak Djokovic,Pete Sampras, Andre Agassi, Lleyton Hewitt, Andy Murray.
Các tay vợt nữ nổi tiếng có: Maureen Connolly, Margaret Court, Chris Evert, Martina Navratilova, Steffi Graf, Monica Seles, Serena Williams, Martina Hingis, Venus Williams, Justine Henin, Maria Sharapova, Victoria Azarenka.